# Ci・c・land
株式会社ci･c･land（しいあいしいらんど）は、東京都中央区銀座に本社を置く企業。事業主体は、飲食店のコンサルタント業とスポーツマネジメント。
創業は2011年6月。
飲食店で使用されている従来の接客マニュアルとは一線を画す、『接客マニュアルのストーリー化』を提供している。
代表者鈴木淳平は執筆活動に加え、日本全国での講演活動も行っている。